# The Corpse Came C.O.D.
The Corpse Came C.O.D. é um filme estadunidense de comédia e mistério, dirigido por Henry Levin e estrelado por George Brent e Joan Blondell. O filme é baseado em um romance do colunista Jimmy Starr, que também aparece no filme. Foi lançado em 2 de junho de 1947, pela Columbia Pictures.

## Sinopse
Dois repórteres apaixonados (Brent e Blondell) competem entre si ao cobrir a história da descoberta de um cadáver encontrado na mansão de uma famosa atriz de cinema de Hollywood.

## Elenco
- George Brent ...Joe Medford
- Joan Blondell ...Rosemary Durant
- Adele Jergens ...Mona Harrison
- Jim Bannon ...Det. Lt. Mark Wilson
- Leslie Brooks ...Peggy Holmes
- John Berkes ...Larry Massey
- Fred F. Sears ...Det. Dave Short (como Fred Sears)
- William Trenk ...Fields
- Grant Mitchell ...Mitchell Edwards
- Una O'Connor ...Nora
- Marvin Miller ... Rudy Frasso